# Переулок Юрия Павлова (Самара)
Переу́лок Ю́рия Па́влова — находится в Промышленном районе Самары города Самара между Воронежской и Краснодонской улицами. Начинается от пересечения с улицей Свободы, заканчивается пересечением с Вольской улицей. Протяжённость — 0,4 км.

## Этимология годонима
Бывший Усманский переулок. 7 июня 1965 года Усманский переулок переименован в честь пионера-разведчика Юрия Константиновича Павлова. 

## Транспорт
Движение общественного транспорта не осуществляется. 

Ближайшие остановки общественного транспорта: «улица Воронежская» (на ул. Вольской) и «Безымянский рынок» (на ул. Воронежской).

## Здания и сооружения
Переулок застроен в основном двухэтажными домами довоенной[уточнить] застройки. Один десятиэтажный кирпичный дом современной постройки (№ 7А).

## Почтовые индексы
443009